# Un pistolet pour Ringo
Série
Le Retour de Ringo
(1965)
Pour plus de détails, voir Fiche technique et Distribution.
Un pistolet pour Ringo (Una pistola per Ringo) est un film italo-espagnol réalisé par Duccio Tessari, sorti en 1965.

## Synopsis
Dans la ville de Quemado, après avoir cambriolé une banque, des hors-la-loi mexicains, commandés par Sancho, se réfugient dans une hacienda. Les notables de la ville font appel à Ringo, tueur d'élite sans scrupules, pour régler le problème. Ringo parvient à gagner la confiance des bandits, et à s'introduire dans leur repaire où ils tiennent en otage, le major Clyde et sa fille Ruby. Par mille ruses, Ringo viendra à bout de sa mission.

## Fiche technique
- Titre : Un pistolet pour Ringo
- Titre original : Una pistola per Ringo
- Réalisation : Duccio Tessari
- Scénario : Duccio Tessari
- Musique : Ennio Morricone
- Producteurs : Luciano Ercoli et Alberto Pugliese
- Pays de production :  Italie,  Espagne
- Format : Couleur (Technicolor) — 35 mm — 2,35:1 — Son : Mono (Westrex Recording System)
- Genre : Comédie et western
- Durée : 98 minutes
- Dates de sortie : 
  - Italie : 12 mai 1965
  - Espagne : 9 décembre 1965	(Madrid)
  - France : 7 août 1966
  - Allemagne de l'Ouest : 2 septembre 1966
- Affiche : Guy-Gérard Noël (France)

## Distribution
- Giuliano Gemma (crédité sous le nom Montgomery Wood) (VF : Dominique Paturel) : Ringo
- Fernando Sancho (VF : Jean Martinelli) : Sancho
- Lorella De Luca (VF : Claude Chantal) : Miss Ruby
- Nieves Navarro (VF : Claire Guibert) : Dolores
- Antonio Casas (VF : Jacques Beauchey):  Maj. Clyde
- Manuel Muñiz (VF : Guy Pierrault) : Tomoteo
- Jose Manuel Martin (VF : Henri Djanik) : Un homme de Sancho
- George Martin : Dan
- Nazzareno Zamperla

## Accueil critique
Quentin Tarantino l'a classé 12e dans sa liste des 20 meilleurs westerns spaghetti.

## Suite
- Le Retour de Ringo